# Jacinto Augusto de Santana e Vasconcelos Moniz de Bettencourt
Jacinto Augusto de Santana e Vasconcelos Moniz de Bettencourt (Funchal, 1824 — Washington, DC, 1888), com o nome frequentemente grafado de Sant'Ana e Vasconcelos ou de Santana Vasconcelos, 2.º visconde de Nogueiras, foi um político e diplomata, que se destacou como membro da elite política e social de Lisboa em meados do século XIX.

## Biografia
Era filho da poetisa Matilde Isabel de Santana e Vasconcelos Moniz de Bettencourt (Funchal, 14 de Março de 1805 —  Funchal, 23 de Dezembro de 1888), e de Jacinto de Santana e Vasconcelos Moniz de Bettencourt, 1.º visconde das Nogueiras.
Exerceu as funções de deputado às Cortes e de enviado extraordinário e ministro plenipotenciário de Portugal nos Estados Unidos da América.